# Dave Butz
David Butz (La Fayette, 23 giugno 1950 – Swansea, 4 novembre 2022) è stato un giocatore di football americano statunitense che ha giocato nel ruolo di defensive lineman per tutta la carriera nella National Football League (NFL) vincendo due Super Bowl coi Washington Redskins.

## Carriera professionistica
Butz fu scelto come quinto assoluto nel Draft NFL 1973 dai St. Louis Cardinals, dove giocò per due stagioni. L'allenatore dei Redskins George Allen cedette ai Cardinals due scelte del primo giro e una scelta del secondo giro per firmare Butz. Giocò coni Redskins per tutte le successive 14 stagioni, facendo 3 apparizioni al Super Bowl, classificandosi al terzo posto della storia della franchigia per sack (59,5). Fu convocato per il Pro Bowl nel 1983 dopo che nella stagione regolare aveva messo a segno 11 sack, un record in carriera. Nel corso dei suoi sedici anni di carriera, Butz saltò solamente quattro partite e al momento del ritiro era il giocatore più vecchio della lega.

## Palmarès

### Franchigia
- Super Bowl : 2

Washington Redskins: XVII, XXI
- National Football Conference Championship: 3

Washington Redskins: 1982, 1983, 1987

### Individuale
- Convocazioni al Pro Bowl: 1

1983
- First-team All-Pro: 1

1983
- Second-team All-Pro: 1

1984
- Formazione ideale della NFL degli anni 1980
- 70 Greatest Redskins

## Statistiche
| Partite totali | 216  |
| Sack           | 59,5 |
| Intercetti     | 2    |